# Cerro El Volador
El Parque Natural Regional Metropolitano Cerro El Volador es el parque natural más grande dentro del área urbana de la ciudad de Medellín, Colombia. Cuenta con un área de 107,13 hectáreas y 82 metros de altura sobre el nivel de la ciudad, y es uno de los llamados cerros tutelares de dicha localidad; Junto el Cerro Pan de Azúcar, Cerro El Salvador, Cerro El Picacho, Cerro La Asomadera, Cerro Las Tres Cruces, Cerro Nutibara y el Cerro Loma Hermosa, una red de accidentes geográficos a lo largo del Valle del Aburrá que posee un importante valor histórico, arqueológico, ecológico y turístico. Muchas de las primeras colonias de Medellín se establecieron en el cerro El Volador. Está ubicado en la zona centroccidente de la ciudad, en donde hoy se asienta la Comuna 7 de la localidad. Este cerro está rodeado por unas vecinas históricas, la quebrada La Iguaná, al sur. Al norte, por las quebradas Moñonga y La Malpaso. Al oriente se encuentra aislado por una vía urbana, la carrera 65.
En sus inmediaciones se encuentran los barrios El Volador, La Iguaná, San Germán y Caribe, al igual que la Universidad Nacional y la Universidad de Antioquia; además, los senderos conocidos como El Indio, La Espiral del tiempo y La Cima, en algunos de los cuales han encontrado hallazgos arqueológicos que datan de los primeros siglos de la era cristiana, así como complejos funerarios de los siglos XIV al XVI, originados por los indígenas llamados Aburráes, quienes aportaron su apelativo para el nombre sempiterno del valle donde se encuentra la ciudad.
Por estas razones el Cerro fue declarado en 1992 patrimonio histórico y natural de la Nación, y en 1998 el Ministerio de Cultura declaró que, debido a la riqueza arqueológica y ambiental que posee, el cerro era de interés cultural para la Nación.
Desde esta época se desarrolló el "Ecoparque Cerro El Volador", que tiene como principal objetivo en cuanto al aspecto arqueológico, rescatar, conservar y difundir "in situ" estas evidencias culturales. Además, contribuir a la recreación de la ciudadanía, pues en este lugar se pueden desarrollar actividades como observación de aves, caminatas, ciclismo y picnics.
Este cerro tiene una posición de privilegio en medio del Valle de Aburrá, pues desde allí se observa el Valle en toda su dimensión.